# 임정득
임정득(林正得, 1980년 10월 3일)은 대한민국의 가수(싱어송라이터)이다. 모든 앨범을 직접 프로듀싱 했고, 수록곡 대부분을 직접 작사·작곡했다. 영남대학교 노래패 예사가락에서 음악을 시작했다. 매년 단독 콘서트를 개최하고 있는 한편, 화려한 조명 아래의 공연장 보다 대한민국의 크고 작은 집회·시위 현장의 무대에서 더 자주 모습을 보인다. 이에 민중가수로 분류된다. 해외의 민중가요를 우리말로 개작해 부르기도 하는데, 대표적으로 벨라 차오가 있다. 이 곡은 임정득이 각종 집회에서 한국어로 부른 것이 대중적으로 알려지는 계기가 되었다.

## 사회적인 메시지
임정득은 대한민국 사회에서 일어나는 사건 또는 현상에 대한 노래를 만들어 부르고 있다.
1. 2009년 쌍용자동차 대량 정리해고 비판 : 밥 위에 군림하는 것은 정의가 아니다(2011)
2. 2009년 쌍용자동차 폭력진압 및 후유증으로 숨진 해고노동자와 가족들 추모 : 일흔 일곱 날의 기억(2012)
3. 2006년 경찰의 폭력진압으로 숨진 故 하중근 열사추모 : 저녁녘(2011)
4. 2009년 경찰의 폭력진압으로 숨진 용산4구역 철거민 추모 : 사라지다(2012)
5. 2012년 후쿠시마 원자력 발전소 사고 비판 : 어린 왕자, 후쿠시마 이후(2012)
6. 2013년 기아자동차 비정규직 해고자 故 윤주형 추모 : 그랬으면 좋겠다(2014)
7. 신자유주의 비판 : 자유로운 세계(2011)
8. 강제단속으로 쫓기는 이주노동자의 삶 : 달린다(2011)

## 음반

### 정규 음반
1. 《자유로운 세계》 (2011)
2. 《당신이 살지 않았던 세계》 (2015)

### 비정규 음반
1. 《당신과 상관없는 노래》 (2012)
2. 《그랬으면 좋겠다》 (2014)

### OST·참여 음반
1. 《방천시장 컴필레이션 앨범 「시장이 시작이다」 》 (2010)
2. 《영화 명자나무 OST》 - 상상하다 (2015)

## 출연

### TV
- TBC 《휴먼스토리 피아노 「노래하는 사람 임정득 편」》 (2012)

## 추천 영상
- 아스팔트 위 작은 깃발(LIVE)  : 청도 밀양 할매들과 함께 하는 평화콘서트 2013. 6. 15 SAT @ 대구 동성로
- Playa Girón (cover) : 2014년 단독콘서트 '꽃은 활짝 피었구나'에서 쿠바의 실비오 로드리게스의 히론해안(Playa Girón)을 불렀다.

## 관련 기사
- 영남일보 ‘인디계의 유관순’ 임정득 : "훗날 혹시 임정득이라는 사람에 대해 이야기를 할 때, 민중음악이라는 말이 아니고서 설명할 수 없다면 너무나도 감사한 일일 것입니다" 2013-09-27
- 대구신문 평범한 인생에 찾아온 열정 약자를 위해 청춘을 바치다 : "일상적인 삶과 분리되는 노래가 아니라 일상 속에 녹아들 수 있는 좋은 노래를 만들고 싶어요”2014-04-27